# Agelasta nigrolineata
Agelasta nigrolineata är en skalbaggsart som beskrevs av Stefan von Breuning 1968. Agelasta nigrolineata ingår i släktet Agelasta och familjen långhorningar.
Artens utbredningsområde är Laos. Inga underarter finns listade i Catalogue of Life.